# Spoorlijn Bordeaux-Saint-Jean - Sète-Ville
De spoorlijn Bordeaux-Saint-Jean - Sète-Ville is een Franse spoorlijn van Bordeaux via Toulouse naar Sète. De lijn is 474,4 km lang en heeft als lijnnummer 640 000.

## Geschiedenis
De lijn werd in gedeeltes geopend door de Compagnie des Chemins de fer du Midi, van Bordeaux-Saint-Jean naar Langon op 31 mei 1855, van Langon naar Tonneins op 4 december 1855, van Tonneins naar Valence-d'Agen op 20 mei 1856, van Valence-d'Agen naar Toulouse-Matabiau op 29 augustus 1856 en Toulouse-Matabiau naar Sète-Ouest op 22 april 1857.

## Treindiensten
De SNCF verzorgt het personenvervoer op dit traject met TGV, IC en TER treinen.
| Serie      | Treinsoort | Route | Bijzonderheden                                                                             |
| ---------- | ---------- | --- | ------------------------------------------------------------------------------------------ |
| TGV 6200   | TGV (SNCF) | Paris-Lyon – Valence-Rhône-Alpes-Sud TGV – Nîmes – Montpellier-Saint-Roch – Sète – Agde – Beziers – Narbonne – Perpignan | Twee treinen naar Perpignan.                                                               |
| Ouigo 7670 | TGV (SNCF) | Paris-Montparnasse – Massy TGV – Angoulême – Bordeaux-Saint-Jean – Agen – Montauban-Ville-Bourbon – Toulouse-Matabiau |                                                                                            |
| Ouigo 7880 | TGV (SNCF) | Paris-Lyon – Valence-Rhône-Alpes-Sud TGV – Nîmes-Pont-du-Gard – Montpellier-Sud-de-France – Sète – Agde – Béziers – Perpignan |                                                                                            |
| TGV 8500   | TGV (SNCF) | Paris-Montparnasse – Bordeaux-Saint-Jean – Agen – Montauban-Ville-Bourbon – Toulouse-Matabiau |                                                                                            |
| TGV 9700   | TGV (SNCF) | Paris-Lyon – Valence-Rhône-Alpes-Sud TGV – [ Nîmes – Montpellier-Saint-Roch – ] / [ Nîmes-Pont-du-Gard – Montpellier-Sud-de-France – ] Sète – Agde – Béziers – Narbonne – Perpignan – Figueres-Vilafant – Girona – Barcelona Sants |                                                                                            |
| TGV 9800   | TGV (SNCF) | [ Luxemburg – Thionville – Metz-Ville – Strasbourg-Ville – Mulhouse-Ville – Belfort-Montbéliard TGV – Besançon Franche-Comté TGV – Dijon-Ville – Mâcon-Ville – ] / [ Brussel-Zuid – Lille-Europe – Arras – TGV Haute-Picardie – Aéroport Charles-de-Gaulle 2 TGV – [ Champagne-Ardenne TGV – Meuse TGV – Lorraine TGV – Strasbourg-Ville ] / [ Marne-la-Vallée - Chessy – [ Massy TGV – Le Mans – [ Laval – Rennes ] / [ Angers-Saint-Laud – Nantes ] ] / [ Creusot TGV – ] Lyon-Part-Dieu – [ Avignon TGV – Marseille Saint-Charles ] / [ Montpellier-Saint-Roch – Perpignan ] ] | Dagelijkse verbinding met Montpellier en Marseille. Perpignan - Brussel tweemaal per week. |
| IC 3600    | IC (SNCF)  | Paris-Austerlitz – Les Aubrais – Vierzon – Châteauroux – Argenton-sur-Creuse – La Souterraine – Limoges-Bénédictins – Brive-la-Gaillarde – Souillac – Cahors – Caussade – Montauban-Ville-Bourbon – Toulouse-Matabiau |                                                                                            |
| IC 3750    | IC (SNCF)  | Paris-Austerlitz – Les Aubrais – Montauban-Ville-Bourbon – Toulouse-Matabiau | nachttrein                                                                                 |
| IC 3950    | IC (SNCF)  | Paris-Austerlitz – Les Aubrais – Auterive – Saverdun – Pamiers – Foix – Latour-de-Carol - Enveitg | nachttrein                                                                                 |
| IC 4650    | IC (SNCF)  | Bordeaux-Saint-Jean – Marmande – Agen – Montauban-Ville-Bourbon – Toulouse-Matabiau – Carcassonne – Narbonne – Sète – Montpellier-Saint-Roch – Nîmes – Arles – Marseille-Saint-Charles |                                                                                            |
| IC 5740    | IC (SNCF)  | Paris-Austerlitz – Nîmes – Montpellier-Saint-Roch – Sète – Agde – Béziers – Narbonne – Perpignan – Argelès-sur-Mer – Cerbère | nachttrein                                                                                 |
| D 44       | TER (SNCF) | Bordeaux-Saint-Jean – Beautiran – Cérons – Langon – La Réole – Marmande – Tonneins – Agen |                                                                                            |
| L 44       | TER (SNCF) | Bordeaux-Saint-Jean – Beautiran – Cérons – Langon – La Réole – Marmande – Tonneins – Agen |                                                                                            |
| F 44       | TER (SNCF) | Bordeaux-Saint-Jean – Beautiran – Cérons – Langon |                                                                                            |
| K 1        | TER (SNCF) | Brive-la-Gaillarde – Montauban-Ville-Bourbon – Toulouse-Matabiau |                                                                                            |
| K 9        | TER (SNCF) | Marseille Saint-Charles – Vitrolles Aéroport Marseille Provence – Miramas – Saint-Martin-de-Crau – Arles – Nîmes-Pont-du-Gard – Nîmes – Vergèze - Codognan – Lunel – Baillargues – Montpellier-Saint-Roch – Frontignan – Sète – Agde – Béziers – Narbonne |                                                                                            |
| TER 86900  | TER (SNCF) | Avignon-Centre – Tarascon – Nîmes-Pont-du-Gard – Nîmes – Vergèze - Codognan – Lunel – Baillargues – Montpellier-Saint-Roch – Frontignan – Sète – Agde – Béziers – Narbonne – Perpignan – Argelès-sur-Mer – Portbou |                                                                                            |
| TER 871800 | TER (SNCF) | Agen – Montauban-Ville-Bourbon – Castelnau-d'Estrétefonds – Toulouse-Matabiau |                                                                                            |
| TER 876200 | TER (SNCF) | Toulouse-Matabiau – Labège-Innopole – Villefranche-de-Lauragais – Castelnaudary – Carcassonne – Narbonne – Perpignan – Argelès-sur-Mer – Cerbère |                                                                                            |
| TER 876400 | TER (SNCF) | Avignon-Centre – Tarascon – Nîmes-Pont-du-Gard – Nîmes – Vergèze - Codognan – Lunel – Baillargues – Montpellier-Saint-Roch – Frontignan – Sète – Agde – Béziers – Narbonne – Perpignan – Argelès-sur-Mer – Cerbère |                                                                                            |
| TER 876600 | TER (SNCF) | Montpellier-Saint-Roch – Frontignan – Sète – Agde – Béziers – Narbonne – Perpignan – Argelès-sur-Mer – Cerbère |                                                                                            |

## Aansluitingen
In de volgende plaatsen is of was er een aansluiting op de volgende spoorlijnen:
Bordeaux-Saint-Jean
RFN 500 000, spoorlijn tussen Chartres en Bordeaux-Saint-Jean
RFN 570 000, spoorlijn tussen Paris-Austerlitz en Bordeaux-Saint-Jean
RFN 655 000, spoorlijn tussen Bordeaux-Saint-Jean en Irun
Poste 3
RFN 640 306, raccordement circulaire van Bordeaux-Saint-Jean
Beautiran
lijn tussen Hostens en Beautiran
Langon
RFN 641 000, spoorlijn tussen Langon en Gabarret
Marmande
RFN 618 000, spoorlijn tussen Magnac-Touvre en Marmande
RFN 642 000, spoorlijn tussen Marmande en Mont-de-Marsan
Tonneins
RFN 634 000, spoorlijn tussen Penne-d'Agenais en Tonneins
Port-Sainte-Marie
RFN 643 000, spoorlijn tussen Port-Sainte-Marie en Riscle
Agen
RFN 631 000, spoorlijn tussen Niversac en Agen
Bon-Encontre
RFN 647 000, spoorlijn tussen Bon-Encontre en Vic-Bigorre
Moissac
RFN 633 000, spoorlijn tussen Cahors en Moissac
Castelsarrasin
RFN 649 000, spoorlijn tussen Castelsarrasin en Beaumont-de-Lomagne
Montauban-Ville-Bourbon
RFN 590 000, spoorlijn tussen Les Aubrais-Orléans en Montauban-Ville-Bourbon
RFN 738 000, spoorlijn tussen Montauban-Ville-Bourbon en La Crémade
RFN 739 000, spoorlijn tussen Lexos en Montauban-Ville-Bourbon
aansluiting Capdenac
RFN 640 311, raccordement tussen Saint-Jory-Triage en Capdenac
Toulouse-Matabiau
RFN 650 000, spoorlijn tussen Toulouse en Bayonne
RFN 718 000, spoorlijn tussen Brive-la-Gaillarde en Toulouse-Matabiau via Capdenac
Castelnaudary
RFN 736 000, spoorlijn tussen Castelnaudary en Rodez
Bram
RFN 675 000, spoorlijn tussen Bram en Belvèze
Carcassonne
RFN 676 000, spoorlijn tussen Carcassonne en Rivesaltes
Moux
RFN 735 000, spoorlijn tussen Moux en Caunes-Minervois
aansluiting Marcorignan
RFN 677 306, raccordement van Narbonne-Triangle
Narbonne
RFN 677 000, spoorlijn tussen Narbonne en Port-Bou (grens)
RFN 734 000, spoorlijn tussen Narbonne en Bize
Colombiers
RFN 640 100, spoorlijn tussen Colombiers en Cazouls-lès-Béziers
RFN 733 000, spoorlijn tussen Colombiers en Quarante-Cruzy
Béziers
RFN 640 640, stamlijn ZI Béziers 1
RFN 640 642, stamlijn ZI Béziers 2
RFN 640 644, stamlijn ZI Béziers 3
RFN 640 646, stamlijn ZI Béziers 4
RFN 640 648, stamlijn ZI Béziers 5
RFN 722 000, spoorlijn tussen Béziers en Neussargues
Vias
RFN 732 000, spoorlijn tussen Vias en Lodève
Agde
lijn tussen Mèze en Agde
Sète
RFN 731 000, spoorlijn tussen Sète-Ville en Montbazin-Gigean
RFN 810 000, spoorlijn tussen Tarascon en Sète-Ville

## Elektrische tractie
De lijn werd in gedeeltes geëlektrificeerd met een gelijkspanning van 1500 volt. Tussen Montauban-Ville-Bourbon en Sète-Ville in 1935 en tussen Bordeaux-Saint-Jean en Montauban-Ville-Bourbon in 1980. 

## Galerij

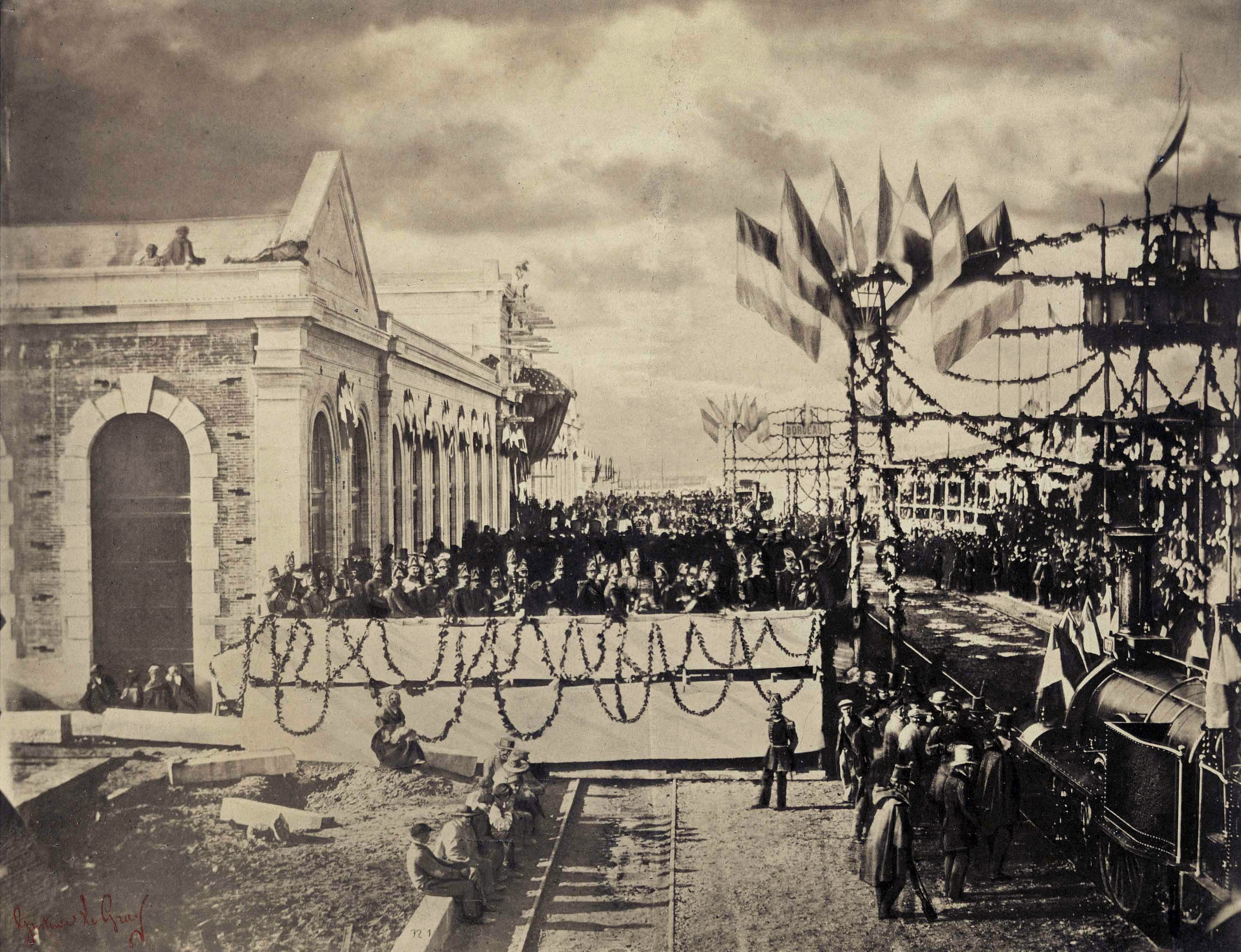
Station Matabiau bij de opening van de lijn naar Sète in 1857.
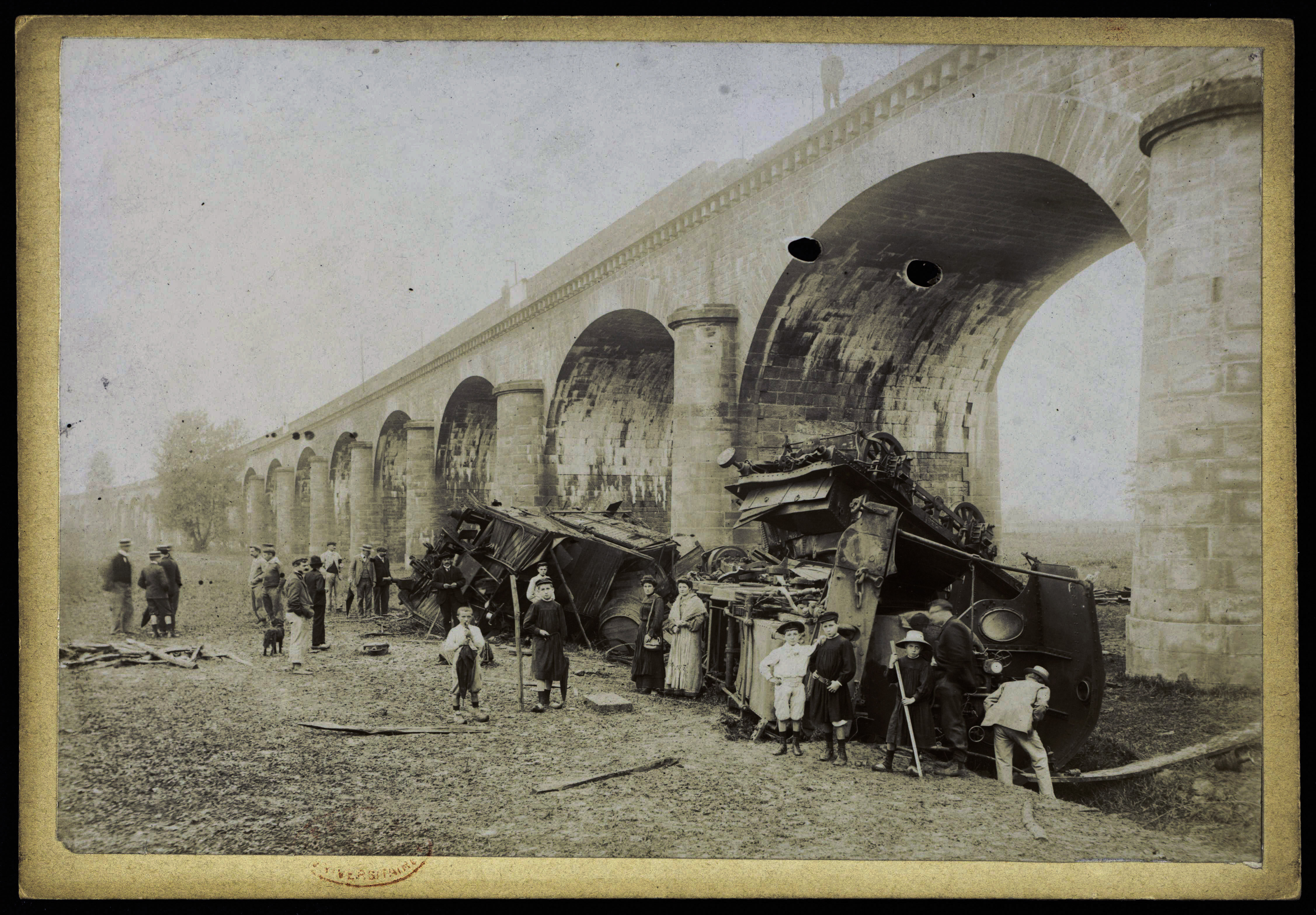
Spoorwegongeval bij Langon in 1905.
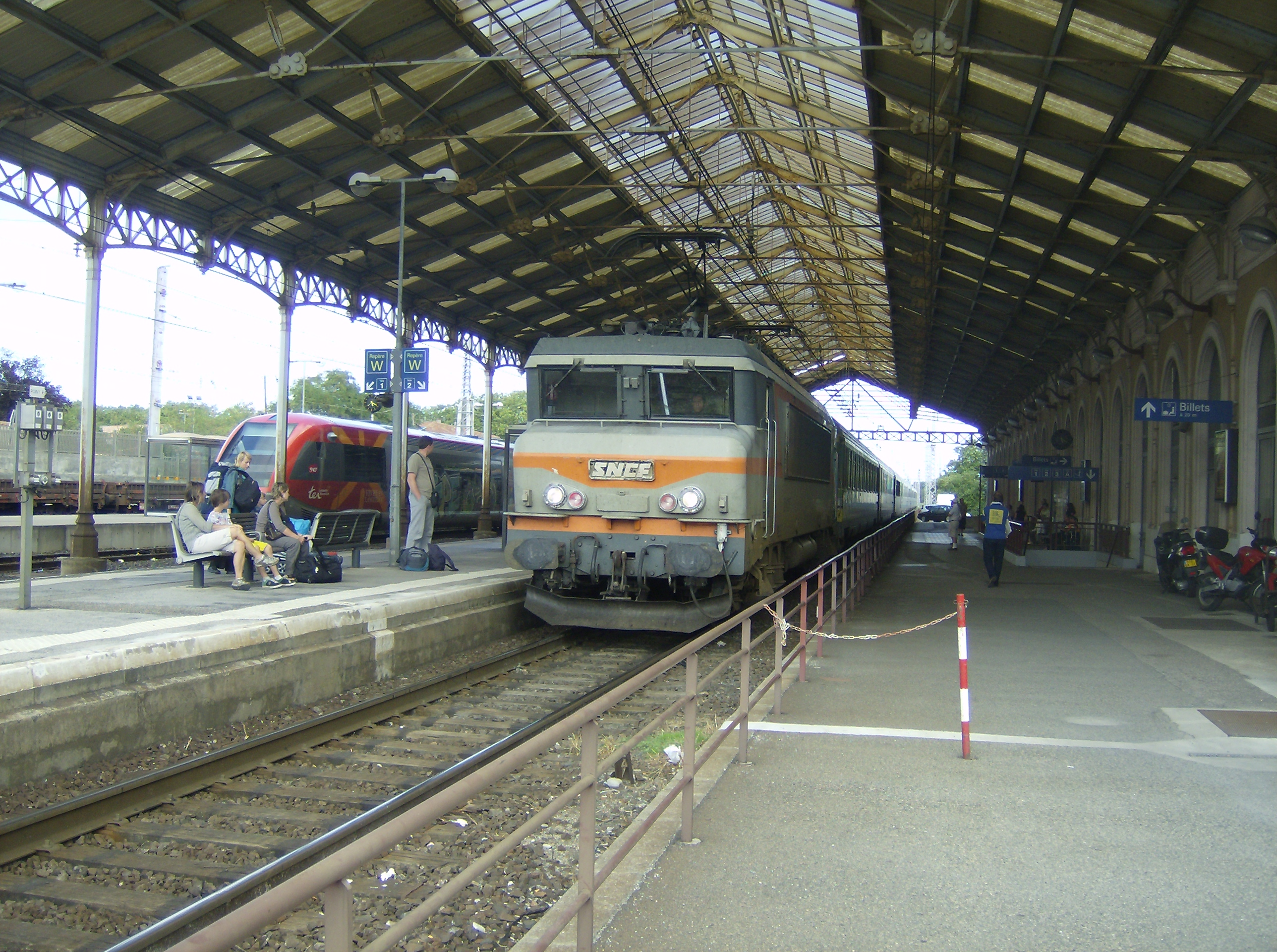
Station Carcassonne in 2009.
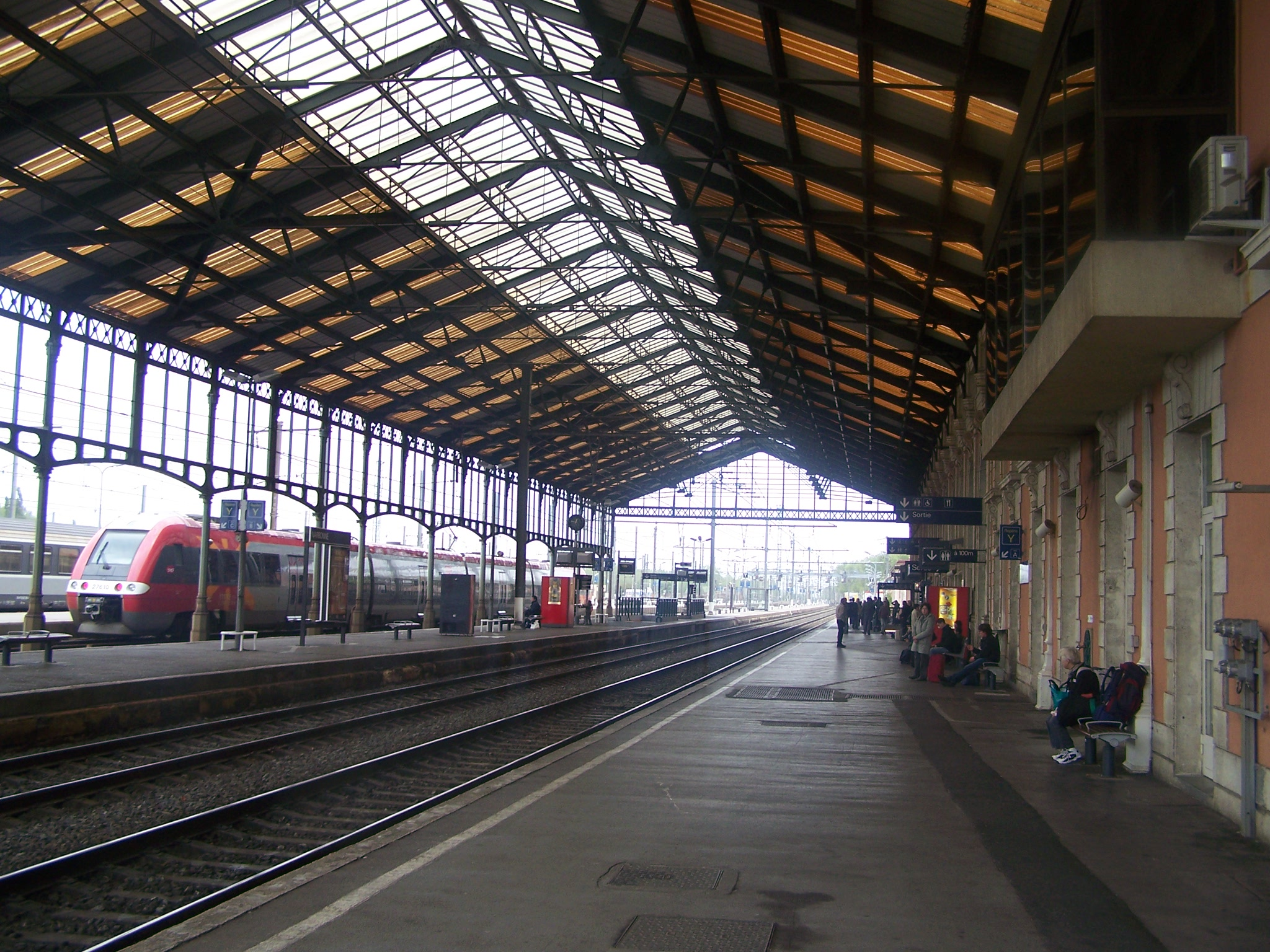
Station Narbonne in 2008.
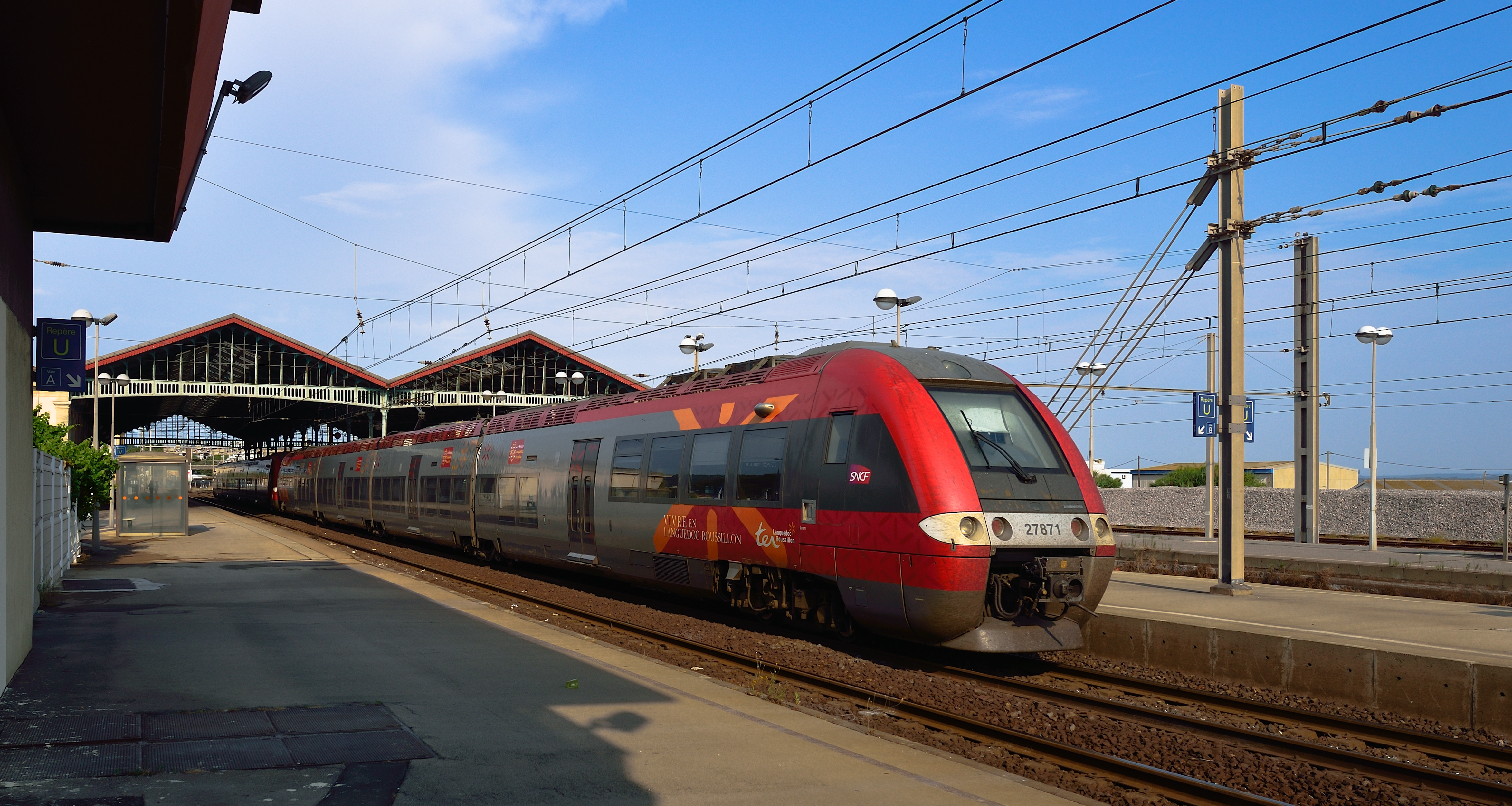
Station Sète in 2013.